# آنگارا (آندرا پرادش)
آنگارا (به انگلیسی: Angara) یک منطقهٔ مسکونی در هند است که در آندرا پرادش واقع شده‌است. آنگارا ۱۴٬۰۰۰ نفر جمعیت دارد.